# Кастельротто
Кастельротто (нем. Kastelruth, итал. Castelrotto) — коммуна в Италии, располагается в регионе Трентино — Альто-Адидже, в провинции Больцано. Расположен у горы Шлерн.
Население составляет 6428 человек (2008 г.), плотность населения составляет 51 чел./км². Занимает площадь 117 км². Почтовый индекс — 39040. Телефонный код — 0471.
Покровителями коммуны почитаются святые апостолы Пётр и Павел, празднование 29 июня.

## Демография
Динамика населения:

## Администрация коммуны
- Официальный сайт: http://www.comune.castelrotto.bz.it/